# Шульц, Рихард
Рихард Шульц (нем. Richard Schulz, эсп. Rikardo Ŝulco) (1906, Гамбург — 1997, Минден) был преподавателем романских языков из Германии и деятелем эсперанто-движения. Познакомился с эсперанто ещё в 1932, однако в виду преследования эсперантистов Гитлером полностью отошёл от эсперанто. Много позже, в 1974, Шульц обнаружил, что международный язык до сих пор существует. Убеждённый в его важности, Шульц оставил все остальные занятия и посвятил себя распространению эсперанто и творчеству на этом языке.
Сначала он издавал Вестфальские листовки, затем периодически публиковался в Специальной рассылке Центра эсперанто Германа Бермана (Hermann Behrmann) в городе Падерборн.
Автор и переводчик беллетристики и научной литературы, Шульц интересовался как грамматикой так и лексиологией. Он обосновал свои идеи в учебнике Людовика Эпинальта и опубликовал их под именем Analiza Skolo (Аналитическая школа). К этим идеям относится и эсперантизация всех имён собственных в эсперанто-текстах. Так себя он называл на эсперанто Rikardo Ŝulco.
В декабре 1985 Шульц принят в Международную академию наук в Сан-Марино. В мае 1986 он стал почётным членом Немецкого союза эсперантистов (Немецкой эсперанто-ассоциации).

## Произведения

### Произведения на немецком языке
- Mein geliebtes Esperanto (Мой любимый эсперанто) (1976)
- Eine ältere Dame aus Preez (Пожилая дама из Прееца) (1977)
- Europäische Hochsprache oder Sprachimperialismus? : die Lösung des Sprachenproblems in den Europäischen Gemeinschaften (Всеевпропейский язык или языковой империализм?: решение языковой проблемы в Евросоюзе) (1979)
- Was nun Esperanto betrifft… : Aufsätze und Vorträge (Что же касается эсперанто…: сборник эссе и докладов) (1986)

### Произведения на эсперанто
- Pledo por unueca lingvo (В защиту единого языка) (1985)
- Vespero jam fariĝis (Вечер уже настал) (1985)
- Sur la vojoj de la Analiza Skolo : esperantologia esearo (На дорогах Аналитической школы: эсперантологические эссе) (1987)
- Abyssos (1988)
- Leksara kolekto de ofte uzataj propraj nomoj (Сборник часто встречающихся имён собственных) (1989)
- La mago : agregaĵoj kaj pantunetoj (Маг: агрегатные состояния и малайские четверостишия) (1989)
- Ĉirkaŭ la Skolo Analiza (Вокруг Аналитической школы) (1997)

### Переводы
- Генрих Бёлль: Потерянная честь Катарины Блюм (1978)
- Кристиан Моргенштерн: Песни висельника (1980)
- Кристиан Моргенштерн: Palmström (1983)
- La muzino (kolektaĵo de poemoj) (Муза, сборник стихов), (1992)

### Критика его работ
Поэма Banala rimportreto, автор Хорхе Камачо